# Globe (gruppo musicale)
I Globe sono un gruppo musicale pop giapponese attivo dal 1995.

## Formazione
- Tetsuya Komuro - pianista, produttore, chitarra, tastiere
- Keiko Komuro - voce
- Marc Panther (vero nome Ryuichi Sakai) - voce rap

Ex membri
- Yoshiki Hayashi - piano, tastiere (2002-2005)

## Discografia
Album
- 1996 - Globe
- 1997 - Faces Places
- 1998 - Love Again
- 1998 - Relation
- 2001 - Outernet
- 2002 - Lights
- 2002 - Lights2
- 2003 - Level 4
- 2005 - Globe2 Pop/Rock
- 2006 - New Deal